# フォートピアース (フロリダ州)
フォートピアース（Fort Pierce）は、アメリカ合衆国フロリダ州の都市。セントルーシー郡の郡庁所在地である。人口は4万7297人（2020年）。

## 歴史
入植が始まったのは1860年代である。1901年に法人化し「フォートピアース市」が誕生した。
かつてはフォートピアース駅にフロリダ東海岸鉄道の旅客列車が発着していたが1968年に運行を停止した。2023年以降、ブライトラインの旅客列車が駅を通過している。停車するには駅の改築が必要である。

## 住民
2020年アメリカ合衆国国勢調査によれば、フォートピアースの人口の42パーセントはアフリカ系アメリカ人だった。

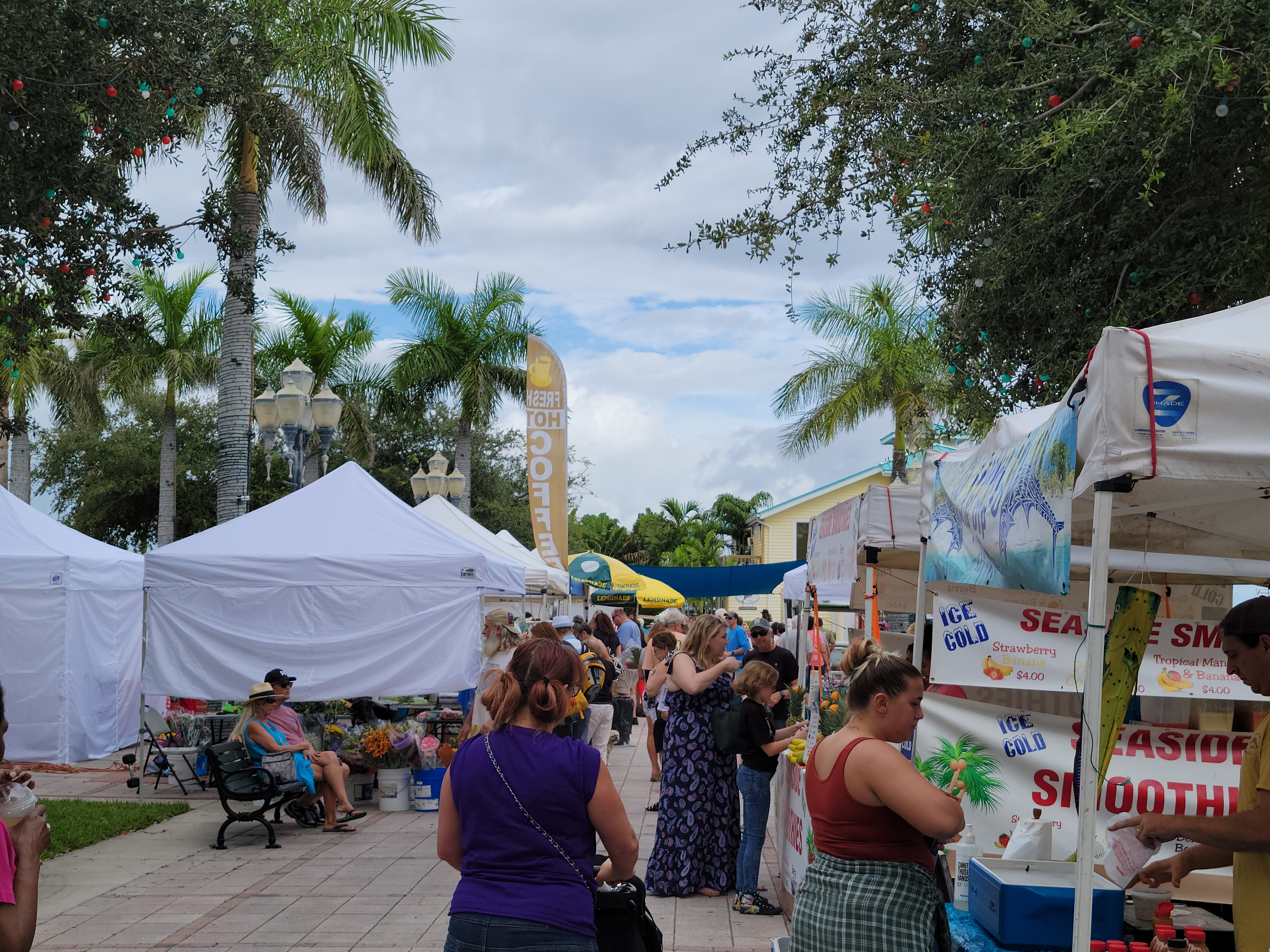
ファーマーズマーケット

## 関係者
- ジェフ・シュワーズ：野球選手
- チャールズ・ジョンソン：野球選手
- ラリー・サンダース：バスケットボール選手
- ゾラ・ニール・ハーストン：作家